# Praia 19
Praia 19 (Playa 19) es una playa nudista gay ubicada en Costa de Caparica, en las afueras de Lisboa, Portugal. Se encuentra al sur de la Praia da Bela Vista y al norte de la Praia Fonte da Telha.
La playa debe su nombre a que es la parada número 19 del Minitren de Caparica, también denominado como Transpraia y que conecta Caparica con el sector de Fonte da Telha. Junto a la Praia 19 se encuentra la reserva natural Paisaje Protegido del Acantilado Fósil de la Costa de Caparica, que se compone de un área de dunas de arena cubiertas de vegetación que se extienden hasta altos acantilados de arenisca y bosques.
El lugar ya era descrito en las ediciones de los años 1980 de Spartacus International Gay Guide como punto de encuentro de homosexuales donde la desnudez era tolerada. Praia 19 fue una de las primeras en Portugal en ser un espacio seguro para los nudistas homosexuales. En mayo de 2014 la playa fue destacada por el medio GayStarNews como uno de los 11 mejores balnearios para homosexuales en el mundo, y en el sector de las dunas es habitual la práctica de cruising. La playa y los encuentros furtivos entre homosexuales en el sector han sido representados en los cortometrajes Praia 19 (2014) y Cruising at Beach 19 (2018) del director portugués António da Silva.